# Borda de Jaume de Sana
La Borda de Jaume de Sana, o de Jaume de la Sana, és una borda del terme municipal de Conca de Dalt, dins de l'antic terme d'Hortoneda de la Conca, pertanyent a l'antiga caseria de bordes de Segan, al nord-est del municipi.
És una de les Bordes de Segan, la situada més al nord, a prop i al sud-oest de l'ermita de Sant Cristòfol de Montpedrós. És al nord de la Borda de Guerra, al nord-oest de la Borda de Cardet, i a llevant, a tocar, de la Borda de Carrutxo. Més al nord hi havia, encara, la Borda del Xinco.